# Jan Arnet
Jan Arnet (* 13. April 1934; † 13. Mai 2017) war ein aus der Tschechoslowakei stammender, dann amerikanischer Jazzmusiker (Kontrabass, Komposition).

## Leben und Wirken
Arnet lernte ab 1945 zunächst Geige und Posaune, bevor er 1957 zum Kontrabass wechselte. Er arbeitete seitdem in der Tschechoslowakei erst mit lokalen Bands, um dann zur Eröffnung des Reduta Jazz Club in Prag im Quartett mit Svatobor Macák, Rudolf Rokl und Karel Růžička aufzutreten. Seit 1959 spielte er in den Tanzorchestern bzw. Bigbands von Zdeněk Barták, Karel Vlach und Karel Krautgartner, sowie seit 1963 in den Jazzcombos von Karel Velebný (SHQ), aber auch von Jan Konopásek und Milan Dvořák, mit denen Aufnahmen entstanden. Dann wurde er Leiter des Nationalen Tschechoslowakischen Jazz-Orchesters, für das er auch komponierte und mit dem er in Europa tourte. Bei Gastspielen in Westdeutschland und Frankreich kam es 1965 zu Begegnungen mit amerikanischen Jazzmusikern wie Leo Wright und Booker Ervin, was ihn schließlich bewog, in die Vereinigten Staaten zu emigrieren. Im folgenden Jahr schmuggelte er seine Frau und Kind nach Westdeutschland und zog anschließend in die USA, wo er fortan als Musiker, Produzent, Arrangeur und Orchesterleiter tätig war.
Arnet arbeitete u. a. zunächst mit Booker Ervin (1966), Sonny Stitt (1966), Elvin Jones, Tony Scott, Attila Zoller und Chico Hamilton (1967–1969), mit dem er zwei Alben einspielte. 1969 holte ihn Art Blakeys zu seinen Jazz Messengers, mit denen er im selben Jahr auf dem Newport Jazz Festival gastierte und 1970 in Japan tourte. Im Bereich des Jazz war er zwischen 1959 und 1970 an 39 Aufnahmesessions beteiligt, zuletzt mit Erroll Garner. Nach einer schweren Operation musste er das aktive Spiel aufgeben, blieb aber als  Autor aktiv, u. a. für Voice of America. Im Hauptberuf war er bis zur Pensionierung 1999 in der kaufmännischen Leitung internationaler Organisationen wie der City University of New York und der Asia Society tätig.

## Lexikalischer Eintrag
- Grove Music Online - The New Grove Dictionary of Jazz, 2nd edition, 2002, ISBN 978-1-56159-263-0